# Juan Andrade
Juan Andrade Rodríguez (Madrid, 3 de febrero de 1898- Madrid, 1 de mayo de 1981) fue un político, periodista y editor comunista español, casado con la también dirigente comunista Teresa Andrade, que tomó su apellido.

## Biografía
De profesión funcionario del Ministerio de Hacienda, comenzó su vida política en su adolescencia, al ingresar a los 14 años de edad en las juventudes del Partido Republicano Radical. Posteriormente, en 1917, se incorporó al recién creado Grupo de Estudiantes Socialistas y comenzó su militancia en las Juventudes Socialistas de España. En 1919 asumiría la dirección de Renovación, el órgano oficial semanal de las JSE. Convencido partidario de la Revolución bolchevique y de la Tercera Internacional, ya desde 1917 colaboraba con Nuestra Palabra, semanario procomunista. 
Participó activamente, desde el 15 de abril de 1920 en la fundación del Partido Comunista Español, creado por las JSE, siendo elegido miembro del Comité Ejecutivo y director de El Comunista. Al realizarse la fusión con el Partido Comunista Obrero Español en 1921 que daría nacimiento al Partido Comunista de España (PCE), Andrade fue elegido miembro del Comité Central y director del semanario oficial del nuevo partido, La Antorcha. Se mantuvo en esas responsabilidades hasta 1927. En ese año fue expulsado del PCE acusado de defender las ideas de la Oposición de Izquierda, liderada por León Trotski. Sería a partir de entonces un activo impulsor de la reorganización de los trotskistas españoles, con la fundación de la Izquierda Comunista de España en 1930.
Durante esos años fue redactor del diario El Sol. Realizó, además, una destacada labor editorial como fundador y director de las editoriales Cenit, Hoy y Oriente, donde se publicaron obras del marxismo como La acumulación del capital, de Rosa Luxemburgo y Carlos Marx, de Franz Mehring; así como literatura vanguardista rusa y estadounidense. Desde 1931 a 1934 dirigió también la publicación Comunismo, hasta que fue suspendida por el gobierno tras la derrota de la Revolución de octubre de 1934.
Tras la fusión de la Izquierda Comunista con el Bloque Obrero y Campesino que dio origen al Partido Obrero de Unificación Marxista (POUM) en 1935, Andrade fue elegido miembro del Comité Central y pasó a ser uno de los principales redactores del semanario La Batalla, dirigido por Joaquín Maurín. En el POUM se reencontrarían algunos de los principales fundadores del comunismo español, además de Maurín y el propio Andrade: Andreu Nin, Julián Gorkin, Luis Portela y Daniel Rebull, entre otros.
Tras el comienzo de la guerra civil española en 1936 Andrade se trasladó a Barcelona, incorporándose al Comité Ejecutivo del POUM. En esa etapa, protagonizada por la Revolución social, fue uno de los principales impulsores del ya diario La Batalla, fundó la Editorial Marxista, y se especializó en la colectivización y la economía planificada. Tras las Jornadas de mayo de 1937 y la ilegalización del POUM fue detenido el 16 de junio de 1937, permaneciendo en prisión hasta finales de 1938, tras ser juzgado y condenado por participar en las mismas. Con el final de la contienda en 1939 y la derrota de la República se exilió en Francia. En ese país fue de nuevo detenido en 1940 por el régimen de Vichy y la Gestapo, y condenado por participar en la Resistencia francesa al nazismo. En agosto de 1944 fue liberado por un comando de la Resistencia organizado por el dirigente del POUM, Wilebaldo Solano. Posteriormente se incorporó en Toulouse a las actividades de reorganización del POUM. Durante el exilio colaboraría en La Batalla y otras publicaciones y organizaría un servicio de librería española en Francia.
Regresó a España en agosto de 1978, falleciendo en Madrid el 1 de mayo de 1981.

## Obras destacadas
Entre sus obras destacan: China contra el imperialismo, La burocracia reformista en el movimiento obrero, Apuntes para una Historia del PCE, Recuerdos personales y Notas sobre la Guerra Civil.